# إيزابيل جرانادا
إيزابيل غرنادا فيلاراما (3 مارس 1976 - 4 نوفمبر 2017) كانت ممثلة ومطربة وطيارة ورياضية من دولة الفلبين.

## عن حياتها
ولدت إيزابيل في مدينة مانيلا عاصمة الفلبين، وهي ابنة المهندس همبرتو غرانادا، رئيس الهندسة البحرية، وامها إيزابيل فيلاراما وهي ربة منزل إسبانية وتعرف بلقب «ماما غوابا» (وكلمة غوابا بالإسبانية تعني «الجميلة»). وفي السن الطفولة استقرت اسرتها في الفلبين، ومن بعدها في مدينة فيرول الإسبانية، وتتحدث إيزابيل باللغات الإسبانية والتاغالوغية والإنجليزية.
توفي والدها بسبب مرض في عام 1995. تزوجت حاليا من آرنل كولي ومن قبله كانت متزوجة من جيريك جيناسكي والذي يعمل مستشار فلبيني من بامبانجا، وهو روسي من أصول أوروبية آسيوية، ولم تكن والدته حاضرة للزفاف بسبب رفضها. وقد عاشت مع زوجها في أنجلس حتى أواخر حياتها.
حصلت إيزابيل عل شهادة البكالوريوس في هندسة الطيران عام 2001 وقد حصلت على رخصة تجريبية خاصة بها.

## العمل

### في التمثيل
لها من الأعمال التلفيزيونية 12 عمل مختلف، ومن الأعمال السينمائية 10 أعمال، أول مشاركة لها على الشاشة التلفزيونية في مسلسل (That's Entertainment) في عام 1986، وأول مشاركة سينمائية لها في فيلم (Ligaya ang Itawag mo sa Akin) في عام 1986 أيضاً.

### في الغناء
في عام 1998 أصدرت إيزابيل ألبوم (Out Here on My own) وفي عام 2000 أصدرت ألبوم (In the Mood for Love).

## وفاتها
في 25 أكتوبر 2017، سقطت إيزابيل في غيبوبة بعد أن تعرضت لستة نوبات قلبية أثناء قيامها برحلة عمل إلى قطر مع زوجها. تم نقلها إلى مستشفى القلب التابع لمؤسسة حمد الطبية  ونقلت بعد ذلك إلى مستشفى حمد العام. عانت من نزيف داخلي وتمدد في الأوعية الدموية. وتوفيت إيزابيل في 4 نوفمبر 2017، في سن الحادي والأربعون.

## روابط خارجية
- إيزابيل جرانادا على موقع IMDb (الإنجليزية)
- إيزابيل جرانادا على موقع أول موفي (الإنجليزية)
- إيزابيل جرانادا على موقع قاعدة بيانات الفيلم (الإنجليزية)